# Akarapong Pumwisat
Akarapong Pumwisat (thailändisch อัครพงศ์ พุ่มวิเศษ, * 23. November 1995 in Chumphon), auch als Jay bekannt, ist ein thailändischer Fußballspieler.

## Karriere

### Verein
Akarapong Pumwisat steht seit mindestens 2019 beim Lamphun Warrior FC unter Vertrag. Der Verein aus Lamphun spielte in der dritten thailändischen Liga, der Thai League 3. Am Saisonende 2020/21 wurde er mit dem Verein Meister der Northern Region der dritten Liga und stieg in die zweite Liga auf. Sein Zweitligadebüt gab Akarapong Pumwisat am 5. September 2021 (1. Spieltag) im Heimspiel gegen den Kasetsart FC. Hier stand er in der Starelf und spielte die kompletten 90 Minuten. Lamphun gewann das Spiel durch das Tor von Arthit Sunthornpit in der 2. Minute mit 1:0. Am Ende der Saison feierte er mit dem Verein die Meisterschaft der zweiten Liga und den Aufstieg in die erste Liga. Am 31. Mai 2025 stand er mit den Warriors im Finale des Thai League Cup. Hier traf man im BG Stadium auf Buriram United. Am Ende musste man sich mit 2:0 geschlagen geben.

### Nationalmannschaft
Sein Debüt in der thailändischen Nationalmannschaft gab Akarapong Pumwisat am 10. September 2024 in einem Freundschaftsspiel gegen Vietnam. Bei dem 2:1-Erfolg im Mỹ-Đình-Nationalstadion in Hanoi wurde er nach der Halbzeitpause für Worachit Kanitsribumphen eingewechselt.

## Erfolge
Lamphun Warrior FC
- Thai League 3 – North: 2020/21  ▲
- Thailändischer Zweitligameister: 2021/22  ▲
- Thailändischer Ligapokalfinalist: 2024/25